# William Katt
William Katt, född 16 februari 1951 i Los Angeles, Kalifornien, är en amerikansk skådespelare som är mest känd som den något misslyckade superhjälten Ralph Hinkley i TV-serien Titta han flyger.
Katt är son till skådespelarna Bill Williams (Hermann Katt) och Barbara Hale.
En tidig film Katt spelade med i var regissören Brian De Palmas film Carrie efter Stephen Kings bok med samma namn. Katt provfilmade för rollen som Luke Skywalker när den första Star Wars-filmen skulle spela in, men rollen gick som bekant till Mark Hamill istället.
Trots att Katt kände sig löjlig när han bar superhjältedräkten i Titta han flyger, så är det den roll han är mest förknippad med.
Därefter har svenska TV-tittare sett honom som privatdetektiven Paul Drake jr när TV-serien Perry Mason gjorde comeback 1985. Den rollen spelade Katt i tre år. Där spelade han bland andra mot sin mor, Barbara Hale, som gjorde rollen som sekreteraren Della Street.

## Filmografi i urval
- Night Chase (1970) (TV-film)
- The Late Liz (1971)
- Förföljarna (1971; The Trackers) (TV-film)
- Carrie (1976; Carrie)
- Den stora dagen (1978; Big Wednesday)
- Butch and Sundance: The Early Days (1979)
- Titta han flyger (1981-1983; The Greatest American Hero) (TV-serie)
- Baby - Djungelns hemlighet (1985)
- Perry Mason (1985-1988; Perry Mason) (TV-serie)
- Titta vi spökar (1986; House)
- Prisjägarna (1988; White Ghost)
- Distant Cousins (1993)
- The Paper Boy (1994)
- Slingrande fara (1996; Rattled)
- Livvakten (1997; U'bejani)
- Mother Teresa: In the Name of God's Poor (1997)
- Snake Island (2002)
- Descendant (2003)
- Molding Clay (2005)
- River's End (2005)
- Firedog (2005) (endast röst)
- Mystery Woman: Game Time (2005) (TV-film)
- Gamers (2006)
- Backstage Pass (2006)
- The Man from Earth (2007)
- Beautiful Loser (2007)
- Super (2010)